# Аделл (Вісконсин)
Аделл (англ. Adell) — селище (англ. village) в США, в окрузі Шебойґан штату Вісконсин. Населення — 498 осіб (2020).

## Географія
Аделл розташований за координатами 43°37′13″ пн. ш. 87°56′45″ зх. д. / 43.62028° пн. ш. 87.94583° зх. д. (43.620396, -87.945883).  За даними Бюро перепису населення США в 2010 році селище мало площу 1,48 км², з яких 1,45 км² — суходіл та 0,03 км² — водойми.

## Демографія
Згідно з переписом 2010 року, у селищі мешкало 516 осіб у 210 домогосподарствах у складі 146 родин. Густота населення становила 348 осіб/км².  Було 224 помешкання (151/км²).
Расовий склад населення:
| - 95,3 % — білих - 1,9 % — азіатів - 0,2 % — корінних американців - 0,2 % — чорних або афроамериканців |

До двох чи більше рас належало 1,9 %. Частка іспаномовних становила 3,5 % від усіх жителів.
За віковим діапазоном населення розподілялося таким чином: 23,3 % — особи молодші 18 років, 61,0 % — особи у віці 18—64 років, 15,7 % — особи у віці 65 років та старші. Медіана віку мешканця становила 41,3 року. На 100 осіб жіночої статі у селищі припадало 104,0 чоловіків;  на 100 жінок у віці від 18 років та старших — 103,1 чоловіків також старших 18 років.
Середній дохід на одне домашнє господарство  становив 63 249 доларів США (медіана — 68 000), а середній дохід на одну сім'ю — 74 550 доларів (медіана — 76 875). Медіана доходів становила 50 461 долар для чоловіків та 39 688 доларів для жінок. За межею бідності перебувало 5,2 % осіб, у тому числі 2,2 % дітей у віці до 18 років та 14,9 % осіб у віці 65 років та старших.
Цивільне працевлаштоване населення становило 266 осіб. Основні галузі зайнятості: виробництво — 32,7 %, роздрібна торгівля — 17,7 %, освіта, охорона здоров'я та соціальна допомога — 10,9 %, будівництво — 9,4 %.